# Cakóháza, Győr-Moson-Sopron
Cakóháza  este un sat în districtul Csorna, județul Győr-Moson-Sopron, Ungaria, având o populație de 57 de locuitori (2011). 

## Demografie
Componența etnică a satului Cakóháza
     Maghiari (94,74%)
     Germani (5,26%)
Componența confesională a satului Cakóháza
     Romano-catolici (47,37%)
     Luterani (40,35%)
     Fără religie (10,53%)
     Necunoscută (1,75%)
Conform recensământului din 2011, satul Cakóháza avea 57 de locuitori. Din punct de vedere etnic, majoritatea locuitorilor (94,74%) erau maghiari, cu o minoritate de germani (5,26%). Nu există o religie majoritară, locuitorii fiind romano-catolici (47,37%), luterani (40,35%) și persoane fără religie (10,53%). Pentru 1,75% din locuitori nu este cunoscută apartenența confesională.